# يحيى الغساني
يحيى علي سعيد الغساني (من مواليد 18 أبريل 1998 في الشارقة، الإمارات) هو لاعب كرة قدم محترف يلعب حالياً في الفريق الأول لنادي شباب الأهلي كصانع ألعاب وجناح أيسر وأيمن 

## مسيرة اللاعب
يعتبر أول لاعب من فئة المواليد يشارك في المسابقات المحلية في الإمارات وهو كذلك أول لاعب من هذه الفئة يسجل هدفاً في الدوري الإماراتي في أول ظهر له في الجولة الأولى وكذلك سجل أول هدف في أول مبارياته في بطولة كأس الخليج الإماراتي 
في 2018 توج يحيى الغساني مع فريقه الوحدة ببطولة كأس سوبر الخليج العربي ليصبح بذلك أيضاً أول لاعب من المواليد يفوز ببطولة محلية  اختاره موقع الاتحاد الآسيوي ضمن قائمة أفضل عشرة لاعبين يستحون المتابعة في بطولة دوري أبطال آسيا 2019 
بدأ مسيرته بتجربة في أكاديمية مانشستر يونايتد لمدة شهرين حيث تدرب مع اللاعب ماركوس راشفورد في فريق 15 سنة بعدها انتقل للعب في أكاديمية نادي الأهلي سابقاً (نادي شباب الأهلي حالياً)  تم اختياره للانضمام لدوري تانجو العالمي نسخة الشرق الأوسط تحت إشراف أديداس وتمكن من الفوز بلقب أفضل لاعب في البطولة في نسختها الأولى.
حظي بفرصة اللعب على ملعب لوجينكي بموسكو أحد ملاعب كأس العالم 2018 في مباراة أجريت للاعبين الشباب الموهوبين بعد انتهاء مباراة روسيا والأرجنتين الودية ونجح يحيى الغساني في إحراز هدفين في تلك المباراة 

### نادي الوحدة
بدأ مع نادي الوحدة في صيف 2018 بعد السماح بمشاركة المقيمين و مواليد الدولة في البطولات المحلية  و بعدها حصل على الجنسية الإماراتية.

### نادي شباب الأهلي
انتقل إلى نادي شباب الأهلي مطلع عام 2021.

## وصلات خارجية
- يحيى الغساني على موقع قاعدة بيانات كرة القدم.إي يو (الإنجليزية)
- يحيى الغساني على موقع ناشيونال فوتبول تيمز (الإنجليزية)
- يحيى الغساني على موقع Soccerway.com (الإنجليزية)